# Final de la Liga de Campeones de la UEFA 2016-17
La final de la Liga de Campeones de la UEFA 2016-17 fue disputada el día 3 de junio de 2017 en el Millennium Stadium de Cardiff, Gales. Los finalistas fueron la Juventus italiano y el Real Madrid español. El equipo madrileño se impuso en la final (1-4) y se hizo con el torneo por segundo año consecutivo, convirtiéndose en el primer club en repetir campeonato desde el cambio de formato.

## Finalistas
En negrita, las finales ganadas.
| Equipos     | Finales jugadas anteriormente |
| ----------- | --- |
| Juventus    | 1972-73, 1982-83, 1984-85, 1995-96, 1996-97, 1997-98, 2002-03 y 2014-15.                                                         |
| Real Madrid | 1955-56, 1956-57, 1957-58, 1958-59, 1959-60, 1961-62, 1963-64, 1965-66, 1980-81, 1997-98, 1999-2000, 2001-02, 2013-14 y 2015-16. |

## Sede
El Millennium Stadium fue anunciado como la sede final el 30 de junio de 2015, tras la decisión del Comité Ejecutivo de la UEFA celebrada en Praga, República Checa. El estadio entró en un acuerdo de derechos de nomenclatura con la Principality Building Society en 2016 que lo renombró «Principality Stadium» (el Estadio del Principado); sin embargo, debido a las regulaciones de la UEFA con respecto al uso de nombres de patrocinadores ajenos al torneo, continuó usando el nombre «Millennium Stadium» en la literatura oficial, mientras que el nombre «National Stadium of Wales» es el que será utilizado para la final.
| Gales                        |                           |                           |                           |
| Ciudad                       | Estadio                   |                           |                           |
| Cardiff                      | National Stadium of Wales | National Stadium of Wales | National Stadium of Wales |
|                              |                           |                           |                           |
| 74 500 espectadores          |                           |                           |                           |
| Final Liga de Campeones 2017 |                           |                           |                           |

## Antecedentes
La Juventus, que fue designado por sorteo como el equipo local, llegó a su novena final después de una victoria por 4-1 contra el AS Mónaco para mantener su récord invicto en la competición de esta temporada. Anteriormente, la Juventus ganó el título en 1985 y 1996, y perdió un récord de seis finales en 1973, 1983, 1997, 1998, 2003 y 2015. Esta es, también, su 14.ª final en todas las competiciones de la UEFA, además de una final de la Recopa de Europa (ganada en 1984) y cuatro finales de la Copa de la UEFA (ganando en 1977, 1990 y 1993, y perdiendo en 1995).
El Real Madrid alcanzó su decimoquinta final después de una victoria global de 4-2 ante el Atlético de Madrid, eliminándolos de la competición por cuarta temporada consecutiva. Esta final es su tercera desde 2014, y le da al Real la oportunidad de ganar un título récord de doce Ligas de Campeones. Anteriormente ganaron las finales de 1956, 1957, 1958, 1959, 1960, 1966, 1998, 2000, 2002, 2014 y 2016, y perdieron en 1962, 1964 y 1981. Ésta es también su 19.ª final en todas las competiciones de la UEFA, habiendo disputado dos finales de la Recopa de Europa (perdidas en 1971 y 1983) y dos finales de Copa de la UEFA (ganando en 1985 y 1986). El Real Madrid marca historia al lograr ser el primer equipo en la era de la Liga de Campeones (desde 1993) en ganar dos finales consecutivas. Cuatro veces antes los anteriores campeones han avanzado a la final (AC Milan en 1995, Ajax en 1996, Juventus en 1997 y Manchester United en 2009), pero en todas las ocasiones los defensores del título perdieron.
Ambos equipos se han enfrentado dieciocho veces en competiciones europeas, todas en la Copa de Europa/UEFA Champions League, con un récord de ocho victorias cada uno y dos empates. El primer encuentro entre ambos equipos tuvo lugar en los cuartos de final de la Copa de Europa de 1961-62, donde el Real Madrid venció a la Juventus por 3-1 en un play-off después de sendos 1-0. La última vez que se enfrentaron los clubes tuvo lugar en las semifinales de la Liga de Campeones de la UEFA 2014-15, donde la Juventus ganó por 3-2 en total para avanzar a la final de 2015. El partido será una repetición de la final de 1998, por lo que es la octava final que repite pareja. El Real Madrid ganó la final de 1998 por 1-0 con un gol de Predrag Mijatović. La final de 2017 es la primera vez desde que los dos equipos se enfrentaron en 1998 que ambos finalistas habían ganado su liga doméstica o la Liga de Campeones la temporada anterior.
La Juventus entró en la final persiguiendo su primer triplete de liga nacional, copa nacional y Liga de Campeones, lo que le convertiría en el noveno equipo en conseguirlo. Ganaron la Copa Italia 2016-17 después de derrotar a la SS Lazio en la final el 17 de mayo, y se adjudicó el título de la Serie A 2016-17 el 21 de mayo. Por su parte, el Real Madrid conseguiría el doblete de la liga doméstica y la Liga de Campeones, después de haber ganado la Liga 2016-17 el 21 de mayo, en la última jornada de la temporada.

## Partidos de clasificación para la Final
| GRUPO H        | Pts. | PJ | PG | PE | PP | GF | GC | Dif |
| -------------- | ---- | -- | -- | -- | -- | -- | -- | --- |
| Juventus       | 14   | 6  | 4  | 2  | 0  | 11 | 2  | 9   |
| Sevilla        | 11   | 6  | 3  | 2  | 1  | 7  | 3  | 4   |
| Olympique Lyon | 8    | 6  | 2  | 2  | 2  | 5  | 3  | 2   |
| Dinamo Zagreb  | 0    | 6  | 0  | 0  | 6  | 0  | 15 | -15 |

| GRUPO F           | Pts. | PJ | PG | PE | PP | GF | GC | Dif |
| ----------------- | ---- | -- | -- | -- | -- | -- | -- | --- |
| Borussia Dortmund | 14   | 6  | 4  | 2  | 0  | 21 | 9  | 12  |
| Real Madrid       | 12   | 6  | 3  | 3  | 0  | 16 | 10 | 6   |
| Legia Varsovia    | 4    | 6  | 1  | 1  | 4  | 9  | 24 | -15 |
| Sporting Lisboa   | 3    | 6  | 1  | 0  | 5  | 5  | 8  | -3  |

## Partido

### Final
| 1     | POR   | Gigi Buffon          |  |
| 15    | DEF   | Andrea Barzagli 66'  |  |
| 19    | DEF   | Leonardo Bonucci     |  |
| 3     | DEF   | Giorgio Chiellini    |  |
| 23    | MED   | Dani Alves           |  |
| 6     | MED   | Sami Khedira         |  |
| 5     | MED   | Miralem Pjanić 71'   |  |
| 12    | MED   | Alex Sandro          |  |
| 21    | MED   | Paulo Dybala 78'     |  |
| 9     | DEL   | Gonzalo Higuaín      |  |
| 17    | DEL   | Mario Mandžukić      |  |
| D. T. | D. T. | Massimiliano Allegri |  |

| 1     | POR   | Keylor Navas      |  |
| 2     | DEF   | Dani Carvajal     |  |
| 5     | DEF   | Raphaël Varane    |  |
| 4     | DEF   | Sergio Ramos      |  |
| 12    | DEF   | Marcelo Vieira    |  |
| 14    | MED   | Casemiro          |  |
| 19    | MED   | Luka Modrić       |  |
| 8     | MED   | Toni Kroos 89'    |  |
| 22    | MED   | Isco Alarcón 82'  |  |
| 9     | DEL   | Karim Benzema 77' |  |
| 7     | DEL   | Cristiano Ronaldo |  |
| D. T. | D. T. | Zinedine Zidane   |  |

| 7  | MED | Juan Cuadrado     | 66' |
| 8  | MED | Claudio Marchisio | 71' |
| 18 | MED | Mario Lemina      | 78' |

| 20 | MED | Marco Asensio | 77' |
| 11 | DEL | Gareth Bale   | 82' |
| 21 | DEL | Álvaro Morata | 89' |

| 27' | Mario Mandžukić |  |

| 20' · 61' · 64' · 90' | Cristiano Ronaldo Casemiro Cristiano Ronaldo Marco Asensio |  |

| 12' · 66' · 70' · 72' | Paulo Dybala Miralem Pjanić Alex Sandro Juan Cuadrado |

| 31' · 42' · 53' · 90+1' | Sergio Ramos Dani Carvajal Toni Kroos Marco Asensio |

| 84' | Juan Cuadrado |

| Principal  | Felix Brych   |
| Asistentes | Mark Borsch   |
|            | Stefan Lupp   |
| Cuarto     | Milorad Mažić |
| Quinto     | Rafael Foltyn |

| Áreas | Bastian Dankert |
|       | Marco Fritz     |

|                    |       |       |
| Tiros              | 9     | 18    |
| Tiros a puerta     | 4     | 5     |
| Faltas             | 23    | 18    |
| Saques de esquina  | 1     | 1     |
| Fueras de juego    | 3     | 1     |
| Posesión del balón | 43,6% | 56,4% |

|  |

| 1     | POR   | Gigi Buffon          |  |
| 15    | DEF   | Andrea Barzagli 66'  |  |
| 19    | DEF   | Leonardo Bonucci     |  |
| 3     | DEF   | Giorgio Chiellini    |  |
| 23    | MED   | Dani Alves           |  |
| 6     | MED   | Sami Khedira         |  |
| 5     | MED   | Miralem Pjanić 71'   |  |
| 12    | MED   | Alex Sandro          |  |
| 21    | MED   | Paulo Dybala 78'     |  |
| 9     | DEL   | Gonzalo Higuaín      |  |
| 17    | DEL   | Mario Mandžukić      |  |
| D. T. | D. T. | Massimiliano Allegri |  |

| 1     | POR   | Keylor Navas      |  |
| 2     | DEF   | Dani Carvajal     |  |
| 5     | DEF   | Raphaël Varane    |  |
| 4     | DEF   | Sergio Ramos      |  |
| 12    | DEF   | Marcelo Vieira    |  |
| 14    | MED   | Casemiro          |  |
| 19    | MED   | Luka Modrić       |  |
| 8     | MED   | Toni Kroos 89'    |  |
| 22    | MED   | Isco Alarcón 82'  |  |
| 9     | DEL   | Karim Benzema 77' |  |
| 7     | DEL   | Cristiano Ronaldo |  |
| D. T. | D. T. | Zinedine Zidane   |  |

| 7  | MED | Juan Cuadrado     | 66' |
| 8  | MED | Claudio Marchisio | 71' |
| 18 | MED | Mario Lemina      | 78' |

| 20 | MED | Marco Asensio | 77' |
| 11 | DEL | Gareth Bale   | 82' |
| 21 | DEL | Álvaro Morata | 89' |

| 27' | Mario Mandžukić |  |

| 20' · 61' · 64' · 90' | Cristiano Ronaldo Casemiro Cristiano Ronaldo Marco Asensio |  |

| 12' · 66' · 70' · 72' | Paulo Dybala Miralem Pjanić Alex Sandro Juan Cuadrado |

| 31' · 42' · 53' · 90+1' | Sergio Ramos Dani Carvajal Toni Kroos Marco Asensio |

| 84' | Juan Cuadrado |

| Principal  | Felix Brych   |
| Asistentes | Mark Borsch   |
|            | Stefan Lupp   |
| Cuarto     | Milorad Mažić |
| Quinto     | Rafael Foltyn |

| Áreas | Bastian Dankert |
|       | Marco Fritz     |

|                    |       |       |
| Tiros              | 9     | 18    |
| Tiros a puerta     | 4     | 5     |
| Faltas             | 23    | 18    |
| Saques de esquina  | 1     | 1     |
| Fueras de juego    | 3     | 1     |
| Posesión del balón | 43,6% | 56,4% |

|  |

| 1     | POR   | Gigi Buffon          |  |
| 15    | DEF   | Andrea Barzagli 66'  |  |
| 19    | DEF   | Leonardo Bonucci     |  |
| 3     | DEF   | Giorgio Chiellini    |  |
| 23    | MED   | Dani Alves           |  |
| 6     | MED   | Sami Khedira         |  |
| 5     | MED   | Miralem Pjanić 71'   |  |
| 12    | MED   | Alex Sandro          |  |
| 21    | MED   | Paulo Dybala 78'     |  |
| 9     | DEL   | Gonzalo Higuaín      |  |
| 17    | DEL   | Mario Mandžukić      |  |
| D. T. | D. T. | Massimiliano Allegri |  |

| 1     | POR   | Keylor Navas      |  |
| 2     | DEF   | Dani Carvajal     |  |
| 5     | DEF   | Raphaël Varane    |  |
| 4     | DEF   | Sergio Ramos      |  |
| 12    | DEF   | Marcelo Vieira    |  |
| 14    | MED   | Casemiro          |  |
| 19    | MED   | Luka Modrić       |  |
| 8     | MED   | Toni Kroos 89'    |  |
| 22    | MED   | Isco Alarcón 82'  |  |
| 9     | DEL   | Karim Benzema 77' |  |
| 7     | DEL   | Cristiano Ronaldo |  |
| D. T. | D. T. | Zinedine Zidane   |  |

| 7  | MED | Juan Cuadrado     | 66' |
| 8  | MED | Claudio Marchisio | 71' |
| 18 | MED | Mario Lemina      | 78' |

| 20 | MED | Marco Asensio | 77' |
| 11 | DEL | Gareth Bale   | 82' |
| 21 | DEL | Álvaro Morata | 89' |

| 27' | Mario Mandžukić |  |

| 20' · 61' · 64' · 90' | Cristiano Ronaldo Casemiro Cristiano Ronaldo Marco Asensio |  |

| 12' · 66' · 70' · 72' | Paulo Dybala Miralem Pjanić Alex Sandro Juan Cuadrado |

| 31' · 42' · 53' · 90+1' | Sergio Ramos Dani Carvajal Toni Kroos Marco Asensio |

| 84' | Juan Cuadrado |

| Principal  | Felix Brych   |
| Asistentes | Mark Borsch   |
|            | Stefan Lupp   |
| Cuarto     | Milorad Mažić |
| Quinto     | Rafael Foltyn |

| Áreas | Bastian Dankert |
|       | Marco Fritz     |

|                    |       |       |
| Tiros              | 9     | 18    |
| Tiros a puerta     | 4     | 5     |
| Faltas             | 23    | 18    |
| Saques de esquina  | 1     | 1     |
| Fueras de juego    | 3     | 1     |
| Posesión del balón | 43,6% | 56,4% |

|  |

| 1     | POR   | Gigi Buffon          |  |
| 15    | DEF   | Andrea Barzagli 66'  |  |
| 19    | DEF   | Leonardo Bonucci     |  |
| 3     | DEF   | Giorgio Chiellini    |  |
| 23    | MED   | Dani Alves           |  |
| 6     | MED   | Sami Khedira         |  |
| 5     | MED   | Miralem Pjanić 71'   |  |
| 12    | MED   | Alex Sandro          |  |
| 21    | MED   | Paulo Dybala 78'     |  |
| 9     | DEL   | Gonzalo Higuaín      |  |
| 17    | DEL   | Mario Mandžukić      |  |
| D. T. | D. T. | Massimiliano Allegri |  |

| 1     | POR   | Keylor Navas      |  |
| 2     | DEF   | Dani Carvajal     |  |
| 5     | DEF   | Raphaël Varane    |  |
| 4     | DEF   | Sergio Ramos      |  |
| 12    | DEF   | Marcelo Vieira    |  |
| 14    | MED   | Casemiro          |  |
| 19    | MED   | Luka Modrić       |  |
| 8     | MED   | Toni Kroos 89'    |  |
| 22    | MED   | Isco Alarcón 82'  |  |
| 9     | DEL   | Karim Benzema 77' |  |
| 7     | DEL   | Cristiano Ronaldo |  |
| D. T. | D. T. | Zinedine Zidane   |  |

| 7  | MED | Juan Cuadrado     | 66' |
| 8  | MED | Claudio Marchisio | 71' |
| 18 | MED | Mario Lemina      | 78' |

| 20 | MED | Marco Asensio | 77' |
| 11 | DEL | Gareth Bale   | 82' |
| 21 | DEL | Álvaro Morata | 89' |

| 27' | Mario Mandžukić |  |

| 20' · 61' · 64' · 90' | Cristiano Ronaldo Casemiro Cristiano Ronaldo Marco Asensio |  |

| 12' · 66' · 70' · 72' | Paulo Dybala Miralem Pjanić Alex Sandro Juan Cuadrado |

| 31' · 42' · 53' · 90+1' | Sergio Ramos Dani Carvajal Toni Kroos Marco Asensio |

| 84' | Juan Cuadrado |

| Principal  | Felix Brych   |
| Asistentes | Mark Borsch   |
|            | Stefan Lupp   |
| Cuarto     | Milorad Mažić |
| Quinto     | Rafael Foltyn |

| Áreas | Bastian Dankert |
|       | Marco Fritz     |

|                    |       |       |
| Tiros              | 9     | 18    |
| Tiros a puerta     | 4     | 5     |
| Faltas             | 23    | 18    |
| Saques de esquina  | 1     | 1     |
| Fueras de juego    | 3     | 1     |
| Posesión del balón | 43,6% | 56,4% |

|  |

| Bandera de España   |
| Campeón Real Madrid |
| 12.º título         |

## Pospartido
Con su victoria, el Real Madrid consiguió la cifra récord de doce títulos de la Copa de Europa/Liga de Campeones y se convirtió en el primer club en ganar dos títulos consecutivos en la era de la Liga de Campeones —1992 en adelante—. Esta fue la tercera victoria del club en cuatro temporadas, una hazaña que sólo ha ocurrido tres veces antes: el propio Real Madrid (1956-60), el Ajax (1971-73) y el Bayern Munich (1974-76). El Real Madrid no ha perdido una final en la era de la Liga de Campeones y última derrota data de 1981. La victoria también supuso al Real conseguir su primer doblete de Liga y Copa de Europa desde la temporada 1957-58.
El primer gol del Real Madrid en la final supuso su 500.º gol absoluto en la competición, convirtiéndose en el primer club en alcanzar el hito. Cristiano Ronaldo también se convirtió en el primer jugador en anotar en tres finales de la Liga de Campeones, y en segundo lugar con la Copa de Europa incluida, solo por detrás de las cinco finales en las que anotó Alfredo Di Stéfano. Marco Asensio, de veintiún años, se convirtió en el jugador más joven del Real Madrid en marcar en una final de la Copa de Europa/Liga de Campeones.
Por su parte, con la derrota de la Juventus, el equipo italiano amplió su número récord de finales perdidas a siete.
Durante el transcurso de la final, se produjo una estampida en Turín cuando un petardo causó el pánico entre los aficionados italianos que se congregaron a ver el partido. Al menos 1.500 personas resultaron heridas, al confundir el petardo con un atentado terrorista —la semana anterior a la final se produjo en Manchester el atentado durante el concierto de Ariana Grande—.